# Adamovkai járás
Az Adamovkai járás (oroszul Ада́мовский райо́н) Oroszország egyik járása az Orenburgi területen. Székhelye Adamovka.

## Népesség
- 1989-ben 29 608 lakosa volt.
- 2002-ben 31 133 lakosa volt.
- 2010-ben 26 079 lakosa volt, melyből 12 897 orosz, 9 025 kazah, 1 687 ukrán, 635 tatár, 391 mordvin, 332 német, 298 baskír, 129 fehérorosz, 121 csuvas.